# تیگران قارمانیان
تیگران قارمانیان (ارمنی: Տիգրան Ղարամյան؛ زادهٔ ۲۴ ژوئیهٔ ۱۹۸۴ در ایروان) شطرنج‌باز اهل ارمنستان-فرانسه است که در سال ۲۰۰۹ عنوان استادبزرگ توسط فیده به وی اعطا گردید.
| به‌دلیل برخی مشکلات فنی، نمودارها موقتاً قابل مشاهده نیستند. اطلاعات بیشتر پیرامون این مشکل در فابریکاتور و وبگاه مدیاویکی در دسترس است. | |
| | به‌دلیل برخی مشکلات فنی، نمودارها موقتاً قابل مشاهده نیستند. اطلاعات بیشتر پیرامون این مشکل در فابریکاتور و وبگاه مدیاویکی در دسترس است. |